# Rexea nakamurai
Rexea nakamurai és una espècie de peix pertanyent a la família dels gempílids.

## Descripció
- Pot arribar a fer 38 cm de llargària màxima.
- És de color marró grisenc.
- Té la major part del cos nu, llevat d'una franja rectangular que s'estén cap endavant des del peduncle caudal.
- 19-20 espines i 15-18 radis tous a l'aleta dorsal i 2 espines i 12-13 radis tous a l'anal.
- 34 vèrtebres.
- L'aleta pectoral està representada per una única espina en els exemplars petits i desapareix en els exemplars que depassen els 25 cm de longitud.
- La línia lateral es ramifica per sota de la cinquena a la sisena espina de la primera aleta dorsal.[5][6]

## Reproducció
Assoleix la maduresa sexual en arribar als 25 cm de longitud.

## Hàbitat
És un peix marí, mesopelàgic i bentopelàgic que viu entre 340 i 370 m de fondària i entre les latituds 34°N-18°S i 53°E-154°W.

## Distribució geogràfica
Es troba a les illes Hawaii, Indonèsia, el Japó (incloent-hi les illes Ryukyu) i Maurici.

## Observacions
És inofensiu per als humans.